# Wardenclyffe Tower
De Wardenclyffe Tower (1901-1917), ook bekend als de Tesla Tower, was een experimentele zender voor wireless transmission en werd gebouwd in 1901 door Nikola Tesla in Shoreham, New York, en was gereed in 1902. Tesla wilde met de toren berichten versturen, telefonie en faxen naar de andere kant van de Atlantische Oceaan naar Engeland, en schepen op de oceaan waarbij de signalen gebruik maakten van het magnetisch veld van de Aarde, om zo de signalen door te geleiden.
Hij besloot er nog een schepje boven op te doen en wilde met de toren ook wireless power verzorgen om zo beter de strijd aan te kunnen gaan met de op radiogolven gebaseerde radio. Maar de plannen werden niet goedgekeurd door de voornaamste financier, J.P. Morgan. Het project vond geen andere geldschieters, en van het project werd dan ook afgezien in 1906, de toren werd nooit operationeel. 